# Boreophilia islandica
Boreophilia islandica är en skalbaggsart som först beskrevs av Ernst Gustav Kraatz 1857.  Boreophilia islandica ingår i släktet Boreophilia och familjen kortvingar. Inga underarter finns listade i Catalogue of Life.